# وثائق بنما (إفريقيا)
وثائق بنما (إفريقيا) هي وثائق مسربة وعددها 11,5مليون وثيقة، تفصل المعلومات المالية ومعلومات المحامين والعملاء لأكثر من 214.488 كيانًا خارجيًا . تم إنشاء هذه الوثائق، التي يعود تاريخ بعضها إلى سبعينيات القرن العشرين، بواسطة شركة المحاماة البنمية ومزود الخدمات المؤسسية موساك فونسيكا،  وتم تسريبها في عام 2015 بواسطة مصدر مجهول.
وفي التاسع من نيسان، وصف الرئيس الجنوب أفريقي السابق تابو مبيكي، رئيس لجنة الاتحاد الأفريقي التسريبات بأنها أمر مرحب به للغاية، ودعا الدول الأفريقية إلى التحقيق مع مواطني دولها الذين ظهروا في الوثائق. وجد تقرير اللجنة لعام 2015، أن أفريقيا تخسر 50 مليون دولار من الناتج المحلي الإجمالي. تبلغ الخسائر الناجمة عن التهرب الضريبي والممارسات غير المشروعة الأخرى في العالم نحو 2.5 مليار دولار سنويا، وتتجاوز خسائرها على مدى خمسين عاما تريليون دولار، وأضاف أن جزر سيشل هي رابع أكثر ملاذ ضريبي مذكور في الوثائق.

## الجزائر
وزير الصناعة والمعادن عبد السلام بوشوارب هو المالك الوحيد لشركة أوفشور وهي مسجلة في بنما باسم شركة الوصول الملكي رويال منذ عام 2015. مقرها في لوكسمبورج، ولها حساب في بنك NBAD Private Bank السويسري. وأكدت الشركة إنها تدير الأصول الموروثة للوزير بشفافية. كما تقدر الجزائر أنها خسرت 16بالمئة من قيمة الاستثمارات الأجنبية المباشرة في الجزائر 1.2 مليار دولار خلال الفترة من (2004 -2014)، وهو ما يثير القلق في ظل انخفاض أسعار النفط الذي يشكل 95% من الإيرادات الخارجية للجزائر.

## أنغولا
كشفت وثائق بنما عن وجود صلة بين امتيازات النفط لشركة نفط أمريكية والعديد من السياسيين الأقوياء في أنغولا. وفقًا للوثائق المسربة، قامت حوالي خمسة عشر شركة وهمية بتحويل الأموال عبر حسابات بنكية تابعة لبنك يو بي إس إلى النخبة في البرتغال التي تربطها علاقات مباشرة مع هيلدر باتاليا دوس سانتوس من شركة إسكوم، التي تصف نفسها بأنها واحدة من أكبر المستثمرين في أنغولا وجمهورية الكونغو الديمقراطية. تم استلام وإرسال حساب إحدى الشركات، بأكثر من 12 مليون دولار بين عامي 2008 و2009.
يرأس خوسيه فيلومينو دي سوزا دوس سانتوس، نجل الرئيس خوسيه إدواردو دوس سانتوس ، الذي يتولى السلطة منذ عام 1979، صندوق الثروة السيادية الأنجولي الذي تبلغ قيمته 1.2 مليار دولار أمريكي . تم تمويله من قبل شركة البترول المملوكة للدولة مجموعة سونانغول ولديها منتقدون يقولون إن سجلاتها غامضة ويبدو أنها تنخرط في المحسوبية والمحاباة.

## بوتسوانا
رئيس محكمة الاستئناف إيان كيربي، يملك سبع شركات قابضة في جزر فيرجن البريطانية، وقال إن هذه الأموال كانت مخصصة للإستثمار، وخسر المال.

## جمهورية الكونغو

#### ساسو نغيسو
دينيس كريستيل ساسو نغيسو هو ابن دينيس ساسو نغيسو ، الذي تولى السلطة لمدة 32 عامًا وأعيد إنتخابه في مارس في انتخابات متنازع عليها. دانييل هو ممثل ولاية أويو، وعضو في حزب العمل الكونغولي الحاكم، وهو أيضًا مساعد المدير العام لشركة النفط الوطنية الكونغو، والمدير العام لمصفاة النفط الوطنية كوراف. بحسب وثائق مسربة، فقد طلب من موساك فونسيكا إنشاء شركة وهمية له في جزر فيرجن البريطانية تدعى فينيكس بيست فاينانس المحدودة. يظهر اسمه أيضًا في عام 2002 كمدير لشركة فيليا ومقرها جنيف إلى جانب تاجر النفط جان فيليب أمفام ندونج. وقد أنكر علمه بأي من هذه الأمور. وفقًا لمنظمة برن السويسرية غير الربحية، فإن شركة فيليا لديها عقد حصري بدون مناقصة لصادرات النفط الكونغولية من مصفاة كوراف، وعلى مدى السنوات الثلاث الماضية لم تتلق البلاد أي مدفوعات على الإطلاق مقابل النفط الذي يتم شحنه إلى المصفاة.

#### برونو إيتوا
كان برونو إيتوا مستشاراً للرئيس السنغالي في شؤون النفط والمدير العام لشركة النفط الوطنية السنغالية حتى عام 2005. قضت محكمة فيدرالية أمريكية بأنه قام بتحويل أموال إلى شركات وهمية، لكنه رغم ذلك أصبح وزيراً للطاقة. كما تكشف وثائق بنما التي اطلعت عليها صحيفة لوموند، أنه كان يحمل توكيلًا رسميًا منذ عام 2004 لشركة دينفيست كابيتال، وشركة جرافين أسوشيتد المسجلة لدى شركة موساك فونسيكا في بنما وجزر فيرجن البريطانية. يشغل إيتووا حالياً منصب وزير البحث العلمي.

## جمهورية الكونغو الديمقراطية
في الفترة من 1999 إلى 2002، نقل نظام كابيلا ملكية أصول لا تقل عن 5 مليارات دولار من قطاع التعدين الحكومي إلى شركات خاصة تحت سيطرته دون أي تعويض أو فائدة لخزينة الدولة، وفقًا لما توصل إليه تحقيق أجرته الأمم المتحدة. كان من المفترض أن يساعد قانون دود-فرانك الأمريكي في إنهاء تجارة الماس والمعادن الممنوعة في الولايات المتحدة. كانت الفكرة هي أن الرأي العام سوف يفرض سحب الإستثمارات. في عام 2014، وجدت الأمم المتحدة أن 70% من ذهب جمهورية الكونغو الديمقراطية تم بيعه في دبي دون أي مشكلة، في حين استمر الذهب في توفير التمويل المهم لكل من الجيش والجماعات المتمردة المسلحة.

#### دان جيرتلر وبيني شتاينميتز
في مارس 2005، قامت شركة دان جيرتلر الدولية بتأسيس شركة جديدة، الشركة العالمية للشركات، مع شركة الموارد العالمية، المملوكة لبيني شتاينميتز . كان وزير المناجم السابق في جمهورية الكونغو الديمقراطية، سيمون توما واكو حينها مستشاراً خاصاً. شكلت الشركة مشروعاً مشتركاً لتعدين النحاس والكوبالت مع وكالة جمهورية الكونغو الديمقراطية والتي كانت تمتلك 25٪، و 75% لشركته وضعوها في شركة قابضة في جزيرة مان. كما تم جمع 400 مليون جنيه إسترليني من خلال الطرح العام الأولي في لندن، وفي النهاية وصلت الشركة إلى القيمة السوقية البالغة 1.5 مليار دولار. مقابل استثمار أولي قدره 3 مليون.
يظهر شتاينميتز في 282 وثيقة مسربة. أكثر من 200 وثيقة على جيرتلر الذي كان على صلة بجوزيف كابيلا وأقرب مساعديه، وقد صدر المرسوم الرئاسي الذي صادق على الإتفاقية على الرغم من توصية لجنة لوتوندولا لمكافحة الفساد برفضها.

#### جاينيت ديزيريه كابيلا كيونجو
حسب وثائق بنما، فإن شقيقة كابيلا التوأم تمتلك حصة في شركة خارجية لها مصالح في الكونغو، بما في ذلك جزء من شركة الهاتف المحمول فوداكوم الكونغو . دعت الحكومة إلى مؤتمر صحفي لتحذير الصحفيين من طباعة أسماء أي شخصيات كونغولية قد تظهر في الوثائق. شقيقة كابيلا، جاينيت ديزيريه كابيلا كيونغو، وفيروزي كالومي نيمبوي، مستشار والدهما الراحل والرئيس السابق لوران ديزيريه كابيلا ، كلاهما مديران لشركة كيراتسو القابضة المحدودة، وهي شركة مسجلة في نيوي من خلال موساك فونسيكا، بعد أشهر قليلة من اغتيال كابيلا الأكبر.

#### لوسيان إيباتا
رجل أعمال من كينشاسا، يدير شركة أوريون جروب إس إيه، المسجلة في سيشل عام 2009 بواسطة موساك فونسيكا من خلال شركة فيجيد التي يقع مقرها في لوكسمبورج، وفقًا لوثائق بنما يبلغ حجم أعمال إيباتا، الذي يتقاضى راتبًا قدره مليون دولار، نحو مليار دولار، وتعد كل من شركة شل والشركة الوطنية للبترول في الكونغو من بين عملائه.

## دبي
يتعين على المشترين الأمريكيين والأوروبيين للذهب في أفريقيا مراجعة سلسلة التوريد الخاصة بهم والإبلاغ عن أي استخدام لموارد الصراع، مثل الذهب من شرق الكونغو. وفي الممارسة العملية، يتم تجاهل هذا الشرط على نطاق واسع، وقد توصل تحقيق أجرته الشبكة الأفريقية لمراكز التحقيقات الإستقصائية إلى أمثلة في وثائق موساك فونسيكا المسربة لشركات وهمية مجهولة تقوم بالتوريد. في البداية، ينتهي المطاف بأغلب الذهب القادم من جمهورية الكونغو الديمقراطية في دبي عن طريق أوغندا. تبلغ قيمة صناعة الذهب 75 مليار دولار تخضع لتنظيم خفيف للغاية من قبل مركز دبي للسلع المتعددة شبه الخاص.

## مصر
ورد أن علاء مبارك ، نجل الرئيس السابق حسني مبارك ، يمتلك، من خلال شركات قابضة، عقارات في لندن. تم تجميد أصول شركته "بان وورلد إنفستمنتس" المسجلة في جزر فيرجن، استجابة لأمر أصدره الاتحاد الأوروبي عندما تنحى والده عن منصبه في عام 2011، أثناء الربيع العربي. تم تغريم شركة موساك فونسيكا بمبلغ 37500 دولار في عام 2013 بسبب عدم بذل العناية الواجبة. وأدين علاء وشقيقه بتهمة اختلاس أموال الدولة وما زالا يواجهان المحاكمة بتهمة التداول من الداخل. وردت أسماء رجال الأعمال المصريين محمد أبو العينين، وأحمد بهجت، وأشرف مروان ، وإبراهيم كمال، ومحمد نصير، ومحمد منصور ، ورؤوف غبور ، ومحمد المغربي في الوثائق المسربة، بالإضافة إلى شركة أوراسكوم القابضة للتنمية التي يرأسها سميح ساويرس ، وكذلك بنك الإسكندرية، وبنك مصر، وبنك القاهرة. كان الرئيس السوداني السابق أحمد الميرغني عميلاً لشركة موساك فونسيكا أيضًا. عاش الميرغني في مصر بعد انقلاب عام 1989 الذي أنهى رئاسته وكان ناشطاً في حزب الاتحاد الديمقراطي. اشترت شركة أورانج ستار عقد إيجار طويل الأجل في حي راقٍ في لندن بالقرب من هايد بارك مقابل 600 ألف دولار في نفس العام الذي أنشأه فيه الميرغني، وفي وقت وفاته كانت تمتلك أصولاً بقيمة 2.72 مليار دولار.

## الجابون
كان سيدو كين ملياردير، ويحمل جوازات سفر دبلوماسية من السنغال والجابون ومالي. في شهر رمضان كان يطعم 500 شخص، ويمول حوالي 20 رحلة حج إلى مكة كل عام. عندما هبطت طائرته في مطار رواسي شارل ديغول في نوفمبر2015، كان أحد موظفي السفارة السنغالية في باريس ينتظره، لإستجوابه وتم سجنه في نانتير لمدة عشر ساعات من قبل وكلاء مكافحة الفساد في إطار تحقيق فتح في يوليو 2007.
في يناير 2013، تم استجواب كين لفترة وجيزة أثناء توجهه إلى ميامي في لو بورجيه من قبل السلطات الفرنسية التي أثارت فضولها مبلغ 2.5 مليون يورو نقداً كانت بحوزته. بحسب صحيفة ليبراسيون السنغالية اليومية، أصبحت وحدة غسل الأموال "تراكفين" مهتمة في عام 2006 بدفعة قدرها 300 ألف يورو من مجموعة مارك، وهي شركة فرنسية متخصصة في الملابس العسكرية ومعدات مكافحة الشغب، إلى شركة مقرها موناكو تدعى "سيتب". وكان كين، وهو صديق مقرب لرئيس موظفي الرئيس مايكسنت أكرومبيسي، الذي اعتقل في باريس واستجوب في أغسطس 2015. كما تم اعتقال رئيس شركة مارك، فيليب بيلين، واستجوابه.
افتتحت شركة موساك فونسيكا شركتين قابضتين لكين في عامي 2013 و2014، شركة ماكسي جولد الدولية المحدودة وشركة سمارت كي المحدودة، والتي كانت تتاجر وفقًا لأوراقها في السلع المتنوعة من ناحية ومعدات الصالة الرياضية من ناحية أخرى.

## غانا
قام جون أدو كوفور، ابن جون أجيكوم كوفور، بإدارة ثقته لدى موساك فونسيكا من عام 2001، عندما تولى والده منصبه. كان الصندوق يحتفظ بمبلغ 75 ألف دولار في حساب مصرفي في بنما، والدته أيضًا مستفيدة من هذا الحساب. كان مرتبطًا بشركتين خارجيتين أخريين تم تسجيلهما أيضاً في عهد والده.
كوجو أنان، نجل الأمين العام السابق للأمم المتحدة كوفي أنان ، يظهر مع لاولو ساراكي، نجل السيناتور النيجيري الراحل أبو بكر أولوسولا ساراكي ، كمساهمين في شركة بلو دايموند القابضة لإدارة الأصول، المسجلة لدى موساك فونسيكا في جزر فيرجن البريطانية في عام 2002. كان الاثنان مديرين لشركة ساتون للطاقة المحدودة، والتي تم تسجيلها أيضًا في جزر فيرجن البريطانية في عام 2002، ثم تم نقلها إلى ساموا. في عام 2015، استخدم أنان شركة وهمية أخرى تم تسجيلها أولاً في جزر فيرجن البريطانية، ثم تم نقلها إلى ساموا، لشراء شقة في لندن مقابل 500 ألف دولار.

## غينيا
في عامي 2008 و2009، دفعت شركة موارد مجموعة بيني شتاينميتز ومالكها مبلغ 165مليون دولار أمريكي لحقوق التعدين في الجزء الشمالي من منجم سيماندو، الواقع في منطقة نزيريكوري في المناطق الداخلية من غينيا. بعد فترة وجيزة، باع 51 بالمائة من الحقوق لشركة فالي مقابل 2.5 مليار دولار. كانت شركة ريو تينتو، التي كانت تمتلك الإمتياز في السابق، قد استثمرت 450 مليون دولار في البنية التحتية بالموقع. وتقول شركة الشاهد العالمي إن شركة شتاينميتز في الواقع لم تدفع أي شيء مقابل الحقوق، وأن المبلغ الذي دفعته الشركة 165 مليون دولار يمثل الإستثمار الذي أعلنته الشركة في التحسينات بالموقع. ويضيف أن أرباح الشركة تجاوزت الميزانية الوطنية لغينيا على أي حال.
تقول السلطات الأميركية إن شتاينميتز دفع لمامادي توري 5.3 مليون دولار لمساعدتها في الحصول على الامتياز من زوجها لانسانا كونتي رئيس غينيا، قبل وفاته بفترة وجيزة. بحسب جلوبال ويتنس تلقت شركة خارجية تابعة لتوري، تدعى ماتيندا، مبلغ 2.4 مليون دولار من شركة تدعى بنتلر القابضة. وعدت الشركة بعدة دفعات أخرى، فضلاً عن الحصول على 5% من أسهم الشركة كان بنتلر يمتلك 17% من الشركة في غينيا.
أطلق الرئيس الغيني ألفا كوندي تحقيقا بعد انتخابه في عام 2010، وعلى نحو منفصل، فعل مكتب التحقيقات الفيدرالي الأميركي ووزارة العدل الأميركية الشيء نفسه، للاشتباه في حدوث انتهاكات لقانون ممارسات الفساد الأجنبية. في أغسطس2014، تلقت شركة موساك فونسيكا إخطاراً بموجب اتفاقية تبادل المعلومات الضريبية من الحكومة الأمريكية للتحقيق في ملكية شركة بنتلر وشركتين أخريين تابعتين لمجموعة بي إس جي آر يديرهما مكتب موساك فونسيكا في جنيف. ومع ذلك، كان رئيس شركة إدارة الأموال التي يملكها بنتلر، مناحيم إيتان، هارباً من لجنة الأوراق المالية والبورصات الأميركية، حيث يواجه اتهامات تتعلق باختلاس 55 مليون دولار أميركي. قال وزير المناجم الغيني محمد لامين فوفانا في عام 2012 إن الشركة "لم تلتزم بالقانون".

## ساحل العاج
كما تم ذكر جان كلود ندا أميتشي، مستشار الرئيس السابق لوران غباغبو ، الذي رفض الاعتراف بخسارته للانتخابات في عام 2010، في الوثائق المسربة. فرض الاتحاد الأوروبي عقوبات على المصرفي ندى أميتشي في عام 2011، لمساعدته في تمويل نظام غباغبو. كانت شركته الخارجية، Cadley House Ltd، مسجلة في سيشل بسندات لحاملها وحساب مصرفي في المغرب. في عام 2011، أرسل أميتشي بريداً إلكترونياً إلى مكتب جنيف لشركة موساك فونسيكا، حيث ذكر أن بنك جنيف باش هو المدير المالي للشركة. وفي سبتمبر/ 2012، تولى منصب المدير الوحيد لطلب نقل تسجيلها إلى أبيدجان. ولم يذكر موساك فونسيكا ولا البنوك العقوبات الأوروبية التي تم رفعها في نهاية المطاف في عام 2012. يبدو أن الشركة ظلت نشطة في عام 2015، وفقاً للوثائق التي اطلعت عليها صحيفة لوموند . وهو حالياً مستشار لرئيس الوزراء السابق تشارلز كونان باني ، الذي خسر الانتخابات الرئاسية في أكتوبر 2015.

## كينيا
كانت نائبة رئيس المحكمة العليا السابقة كالبانا راوال مديرة أو مساهمة في أربع شركات قابضة، وكانت نشطة في شركتين بعد توليها منصبها. يملك زوجها سبعة أخرى، تم استخدام هذه الشركات في معاملات العقارات في بريطانيا. كانت راوال وزوجها مساهمين ومديرين في شركة هايورث مانجمنت سيرفيسز، بينما كان أجاي شاه، المدير السابق لبنك تراست أيضاً مساهماً ومديراً. أمر البنك المركزي الكيني ببيع أصول شاه بالمزاد العلني لسداد المودعين بعد انهيار بنك تراست، لكنه اختبأ ولم يتم استرداد الأصول.

## المغرب
تم تعيين منير مجيدي ، السكرتير الشخصي للملك محمد السادس، في مارس 2006 كممثل لشركة ساسكاتشوان لتطوير التعدين التي تم إنشاؤها في عام 2005، من خلال المستشار المالي في جنيف. بحسب الاتحاد الدولي للمحققين الصحفيين، اشترى الماجيدي من خلال شركة ساسكاتشوان لتطوير التعدين سفينة "أكواريوس دبليو"، وهي سفينة شراعية فاخرة من ثلاثينيات القرن الماضي، والتي كانت مسجلة آنذاك في المغرب باسم "البوغاز"، وكانت مملوكة للملك. بحسب الاتحاد الدولي للصحفيين الإستقصائيين، قدمت الشركة أيضاً قرضاً لشركة في لوكسمبورج، والتي لا تتوفر تفاصيل عنها. بعد هذا القرض، تم تصفية الشركة في عام 2013.

## نيجيريا
قال الرئيس النيجيري محمد بخاري في 7 أبريل/نيسان 2016: "لقد سرق المسؤولون الفاسدون 150 مليار دولار من نيجيريا خلال السنوات العشر الماضية". وأضاف أنه يخطط لطلب المساعدة من الرئيس الأميركي باراك أوباما.

#### بوكولا وتويين ساركي
تبين من خلال تسريبات أوراق بنما أن رئيس مجلس الشيوخ النيجيري بوكولا سراكي كان له علاقات بأربع شركات خارجية على الأقل فشل في الإعلان عنها لمكتب قواعد السلوك كما يقتضي القانون النيجيري. كما كان لزوجته توين شركات وهمية مسجلة باسمها في وثائق موساك فونسيكا: شركة جيرول العقارية المحدودة، وشركة ساندون للتنمية المحدودة، وشركة لاندفيلد الدولية للتطوير المحدودة. وقال ساركي إن الأصول في هذه الشركات القابضة مملوكة لعائلة زوجته وبالتالي لم يكن ملزماً بالإبلاغ عنها، ترفض ANCIR هذا الأمر للأسباب التالية:
1. صديقه المقرب ومساعده هو مساهم في شركة ساندون للتطوير.
2. وقد وصف نفسه سابقًا، سواء في المراسلات أو في الوثائق القانونية، بأنه المساهم في عقار بلجرافيا المملوك لشركة ساندون للتطوير.[36]
3. طلبت تويين من محاميها إرسال خطاب إلى الاتحاد الدولي للصحفيين الإستقصائيين ينكرون فيه ملكيتها لشركة جيرول بروبرتيبس. إن الوثائق المسربة تربطها بالشركة. لكن ملاحظة مكتوبة بخط اليد تشير إلى أن موساك فونسيكا كان على علم بأنها مرشحة لمنصب المدير.[36]

#### عليكو دانجوتي
يرتبط عليكو دانجوتي ، الرئيس التنفيذي لمجموعة دانجوتي ، في الوثائق المسربة بأربع شركات خارجية، وبنحو 13 شركة إذا تم تضمين عائلته وشركائه التجاريين. مع تقديرات تصل إلى 17 مليار دولار، وتشارك حاليًا في بناء مشروع بقيمة 14 مليار دولار. مصفاة نفط تبلغ قيمتها مليار دولار في لاغوس.

#### جيمس ايبوري
كما تم ذكر حاكم ولاية دلتا السابق جيمس إيبوري في التسريبات. أقر إيبوري بالذنب في لندن في عام 2012 بتهمة اختلاس 75 مليون أمريكي من خارج نيجيريا أثناء توليه منصبه من عام 1999 إلى عام 2007. تم إسقاط جميع التهم الموجهة إليه في نيجيريا في أعقاب الانتخابات. حكم على إيبوري بالسجن لمدة 13 عاماً. وفي عام 2008، تلقى موساك فونسيكا، الوكيل المسجل لشركته الأربعة الخارجية، طلباً للحصول على معلومات عن حساباته من ممثلي الادعاء العام البريطاني. كانت مؤسسته التابعة لعائلته هي المساهم في ستانهوب للاستثمارات، وهي شركة تأسست عام 2003 في جزيرة نيوي، والتي حول إليها ملايين الدولارات حتى يتمكن من شراء طائرة خاصة. أعادت المملكة المتحدة 6.8 مليون جنيه إسترليني إلى نيجيريا من الأموال التي صادرتها من حسابات تبين أنها كانت مملوكة لإيبوري. قد تساءلت فرقة العمل لمكافحة الفساد التابعة لحكومة أولوسيجون أوباسانجو، ولجنة الجرائم الاقتصادية والمالية، في ذلك الوقت إدارة يارادوا قد امتنعت أو كانت مترددة في ملاحقة أعضاء النخبة النيجيرية المشتبه في تورطهم في الفساد، بما في ذلك كبار ممولي الحزب الحاكم، أو أولئك مثل إيبوري الذين دعموا انتخابهم.

#### ديفيد مارك
كما تم إدراج رئيس مجلس الشيوخ السابق ديفيد مارك أيضًا كمالك لثماني شركات وهمية في أوراق بنما المسربة: شركة سيكيرا أوفرسيز إس إيه، وشركة كولسان إنتربرايزز المحدودة، وشركة جولدوين ترانسوورلد المحدودة، وشركة هارتلاند إستيتس المحدودة، وشركة مارلين القابضة المحدودة، وشركة ميدلي القابضة المحدودة، وشركة كويتا بروبرتيرز المحدودة، وشركة سنتناري القابضة المحدودة.

#### حكيم بيلو أوساجي
إن جزءً من الثروة التي يملكها حكيم بيلو أوساجي رئيس بنك أفريقيا المتحد السابق، موجود في صناديق وشركات وهمية في بعض الملاذات الضريبية سيئة السمعة في جميع أنحاء العالم.

## رواندا
تستعين حكومة رواندا بشركة خارجية لتأجير طائرة خاصة لكبار ساستها. وتظهر وثائق مسربة أن العميد إيمانويل نداهيرو ، الذي استخدم عنواناً في لندن، أصبح في عام 1998 مديراً لشركة في جزر فيرجن البريطانية، وهي شركة ديبدن للإستثمارات المحدودة، ومالكاً لطائرة نفاثة. كان نداهيرو، المستشار المقرب للرئيس بول كاغامي ، المتحدث باسم جيش كاغامي آنذاك. وفقًا لوثائق بنما، مالك الشركة هو هاتاري سيكوكو، الذي كان يدير عدداً من مشاريع العقارات والفنادق مثل ماريوت في كيغالي.

## السنغال

#### كريم واد
تمكن شريك الاتحاد الدولي للصحفيين الإستقصائيين، موقع Ouestaf.com، من إثبات وجود عقود سرية بين شركة DP World FZE (DP) ومامادو بويي، المتهم في قضية الرشوة لكريم واد ، نجل رئيس الوزراء السابق عبد الله واد . لم تكن هذه المعلومات متاحة أثناء محاكمتهم؛ وقد أكد أوستاف علاقاتهم المالية بالشركة لأول مرة أثناء التحقيق في أوراق بنما. حُكم على واد في عام 2015 بالسجن لمدة ست سنوات من قبل محكمة قمع الإثراء غير المشروع (Crei)، وهي محكمة متخصصة في مكافحة الفساد. اتُهم وايد بجمع أصول غير قانونية تزيد عن 240 مليون دولار. وحُكم على صديق طفولته بويي بالسجن لمدة خمس سنوات بتهمة مساعدته له. نفى كلاهما ارتكاب أي مخالفات، وقالت الأمم المتحدة ومنظمة العفو الدولية إن حقوقهما قد انتهكت أثناء المحاكمة. لم يتطرق التحقيق الذي أجراه أوستاف إلى شرعية محاكمتهم. وخلصت إلى أنهم نجحوا في تعقب الدفعة إلى شركة وهمية في الخارج تابعة لـ DP.لا زال واد عضوًا في الحزب الديمقراطي السنغالي (PDS) ولا يزال مرشح الحزب في الانتخابات الرئاسية لعام 2017.
تظهر وثائق موساك فونسيكا أن بويي كان يمتلك ثلاث شركات خارجية، وهي شركة سيبوري، وشركة ريجوري إنفست، وشركة لاتفاي.
- من خلال Seabury، عقد استشاري بقيمة 7.2 مليون يورو مع موانئ دبي العالمية .
- كان العقد الثاني للفترة 2013-2015 يركز على حيازات DP الأفريقية، وكان من المقرر أن يدفع لويد وبويه 3 مليون دولار عند التوقيع ومع ذلك تم القبض على الزوجين.

ويبدو أن سيبوري تم إنشاؤه حصريًا لإجراء الأعمال مع DP World. بدأ المشروع في عام 2008، بعد عام من توقيع السنغال عقدًا مع موانئ دبي العالمية للحصول على حقوق محطة الحاويات في ميناء داكار المستقل. في أبريل 2009 أصبح واد وزيراً للتعاون الدولي والتنمية الإقليمية والنقل الجوي والبنية التحتية، وظل في هذا المنصب حتى هزيمة والده أمام ماكي سال في انتخابات عام 2012. عملت شركة Regory Invest كمقاول فرعي في Seabury، حيث حصلت على 65000 يورو شهريًا، وفقًا للوثائق.
وبحسب أوستاف فإن الوثائق توضح أنه في حين كان محققو كري مهتمين بالأموال الموجودة في حساب بويي في موناكو، إلا أنهم لم يكونوا يعلمون أن مصدرها كان حسابًا خارجيًا أنشأه بنفسه. يثبت العقدان وجود علاقة فعلية بين المدعى عليهم وشركة موانئ دبي العالمية . وقال المحقق بابا ألبوري نداو للمحكمة في فبراير/شباط، أنه اكتشف دفعتين بقيمة 13 مليون دولار أميركي من إحدى الشركات التابعة لشركة موانئ دبي العالمية إلى حساب مصرفي في سنغافورة مملوك لكريم ويد. ومع ذلك، رفض البنك في سنغافورة التعاون، واضطر نداو إلى إسقاط هذا الخط من التحقيق.

## سيراليون
يتتبع تحقيق الإتحاد الدولي للصحفيين الإستقصائيين العديد من المستويات من الحيازات الخارجية في بلدان متعددة فيما يتعلق بالمعاملات التجارية لبينى شتاينميتز ، مع العديد من النتائج الخطيرة مثل طلب موساك فونسيكا بتأريخ إلغاء توكيل رسمي. وتظهر سجلات موساك فونسيكا أن شركة أوكتيا لتصدير الماس من سيراليون، ومقرها في جزر فيرجن البريطانية، والتي تعتبر عائلة شتاينميتز المستفيدة منها، مملوكة بالكامل لشركة بي إس جي آر ريسورسز ومقرها غيرنزي، وهي مرتبطة بفضيحة رشوة في غينيا. تمتلك مؤسسات في سويسرا وليختنشتاين، من بينها Nysco وBalda، شركة BSGR. في عام 2007، احتوى أحد حسابات نيسكو المصرفية على 27.7 مليون دولار.
شتاينميتز، الذي تبلغ ثروته الشخصية 6 مليارات دولار بينما يبلغ رأسمال شركة سيراليون للألماس 1.2 مليار دولار، وهي تزود شركتي تيفاني ودي بيرز بالألماس ، كما أنها أكبر مستثمر خاص في سيراليون. ومع ذلك، وفقًا لتقرير مفصل في صحيفة The Namibian ، فإن شركته الفرعية Octea مدينة، من بين ديون أخرى، بضرائب عقارية قدرها 700 ألف دولار لمدينة كويدو . وقد تم خصم هذه الضرائب غير المدفوعة، وفقًا لرئيسة البلدية سا إيمرسون لامينا ، لأن أوكتيا وعدت باتفاقية تقاسم الأرباح بنسبة 5%، ودفع 1% من أرباحها السنوية لصندوق تنمية المجتمع، لكنها لم تفعل هذا أيضاً.
حصلت شركة Koidu Holdings، وهي شركة تابعة لشركة Octea، على المنجم مقابل 28 مليون دولار، وكان من المفترض أن تكون بمثابة وديعة، في عام 2002. توقفت المعارك في سيراليون، وكانت الشركة الجنوب أفريقية Branch Energy هي التي تدير المنجم، في مقابل خدمات شركتها الأم Executive Outcomes ، "وهي في الواقع كتيبة عسكرية للإيجار"  ضد المقاتلين المتمردين في المنطقة. وقد وضع شتاينميتز منذ ذلك الحين 300 مليون دولار في المشروع.
حسب تقرير الشبكة الأفريقية لمراكز التحقيقات الاستقصائية، تنتج الشركة ما بين 60% و90% من صادرات سيراليون من الماس، وفي بعض الأشهر بين عامي 2012 و2015 صدرت ما يزيد على 330 مليون دولار أميركي من الماس الخام. أوكتيا مدينة بمبلغ 150 مليون دولار أمريكي من القروض غير المسددة. على الرغم من أن السجلات الحكومية تظهر الضرائب التي تدفعها شركات الماس الأخرى، إلا أنه لا يوجد أي ذكر لأوكتيا.
حتى عام 2005 قامت الوكالة الوطنية للمعادن بتقييم الماس المخصص للتصدير باستخدام دفتر أسعار يعتمد على أرقام عام 1996. وفي كثير من الأحيان تسعى الشركات أيضاً إلى تقليل قيمة صادراتها من الماس لتقليل الضرائب ونقل الأرباح إلى الخارج. بمجرد نقلها إلى شركة تابعة في مكان آخر حيث لا يتم فرض ضرائب على قيمتها، فإن نفس الماس غالبًا ما تكون قيمته أعلى. يبلغ متوسط سعر قيراط الماس من كويدو 330 دولارا أمريكيا، أي ما يقرب من 50% أكثر من منجم جوانينج التابع لشركة دي بيرز في بوتسوانا، وهو الأكبر في العالم. وفقًا لبلومبرج، تمتلك تيفاني الخيار الأول لبعض أفضل الأحجار المستخرجة من كويدو ويتم بيع الباقي لمشترين تجاريين آخرين. وفقًا للبنك الدولي ، اعتمدت سيراليون لفترة طويلة في توقعات نموها على نجاح شركتين، إحداهما الشركة الأم لشركة Octea وهي BSGR.

## جنوب أفريقيا
رجلان مرتبطان بشركة فيدينتيا، وهي شركة إدارة أصول في جنوب أفريقيا نهبت 1.2 مليار دولار من صناديق التقاعد المخصصة لإعالة 46 ألف أرملة وأيتام من عمال المناجم، وكان لديهم حسابات لدى موساك فونسيكا، التي كانت على استعداد للمساعدة في إخفاء الأموال حتى بعد أن كشفت جنوب أفريقيا عن أسمائهم. حُكم على الرئيس التنفيذي السابق لشركة فيدينتيا، جيه آرثر براون، في عام 2014 بالسجن لمدة 15 عامًا متزامنة. ألقى مكتب التحقيقات الفيدرالي القبض على رجل واحد، ستيفن جودوين، في لوس أنجلوس في عام 2008. بعد إعادته إلى جنوب أفريقيا حُكم على جودوين بالسجن لمدة 10 سنوات بتهمة الإحتيال وغسيل الأموال. أما جراهام مادوك، فقد سُجن في جنوب أفريقيا بتهمة الاحتيال.
ويعتقد أن خلوبوس زوما ، ابن شقيق الرئيس الجنوب أفريقي جاكوب زوما ، له صلات في الوثائق بشركة خارجية لها مصالح نفطية في جمهورية الكونغو الديمقراطية. وقد نفى ارتكاب أي مخالفات. وبحسب وثائق مسربة فإن الرئيس زوما لديه علاقات أيضاً بصفقة تعدين نفطية بين شركة كابريكات المحدودة للنفط ومقرها جزر فيرجن البريطانية وجوزيف كابيلا رئيس جمهورية الكونغو الديمقراطية، وساعد كابريكات في الحصول على حقول نفطية في جمهورية الكونغو الديمقراطية ثم أرسل ابن أخيه إلى جمهورية الكونغو الديمقراطية لإدارة الشركة.

## السودان
ظهر الرئيس السابق أحمد الميرغني كعميل لشركة موساك فونسيكا. كان الميرغني، الذي تولى رئاسة الجمهورية من عام 1986 إلى عام 1989، قد أنشأ شركة أورانج ستار في جزر فيرجن البريطانية من خلال الشركة البنمية في عام 1995، عندما كان يعيش في مصر بعد الانقلاب الذي أنهى رئاسته. كان ناشطًا في الحزب الديمقراطي الاتحادي هناك. اشترت شركة أورانج ستار عقد إيجار طويل الأجل في حي راقٍ في لندن بالقرب من هايد بارك مقابل 600 ألف دولار في نفس العام الذي أنشأه فيه الميرغني، وفي وقت وفاته كانت تمتلك أصولاً بقيمة 2.72 مليار دولار.

## تونس
أمرت النيابة العامة في تونس بفتح تحقيق قضائي في قضية أوراق بنما والشخصيات السياسية التونسية المشتبه في استئجارها للشركة. وقد تم تكليف قاض من محكمة تونسية متخصصة في الجرائم المالية للنظر في القضية. كما أنشأ مجلس نواب الشعب التونسي لجنة تحقيق برلمانية.
تمكنت صحيفة إنكيفادا من الإطلاع على الوثائق، وذكرت أن عشرات السياسيين والمسؤولين الحكوميين السابقين والمحامين متورطون، بالإضافة إلى شخصية إعلامية بارزة. أفادت الأنباء، الاثنين 04 أبريل 2016، أن الأمين العام السابق لحزب نداء تونس ، محسن مرزوق ، الذي كان منسقا للحزب السياسي الجديد، حزب مشروع تونس، على وشك إنشاء حسابه الخاص في ديسمبر 2014، في الانتخابات الرئاسية الأولى. وكان مرزوق قد كتب إلى موساك فونسيكا بشأن شركة في جزر فيرجن، مؤكداً رغبته في الاحتفاظ بالأموال وإجراء الأعمال التجارية في الخارج. ينفي مرزوق هذا الأمر ويقدم شكوى تشهير. اضطر موقع إنكيفادا إلى إغلاق موقعه لفترة وجيزة في أعقاب التقرير بسبب هجوم إلكتروني حاول إدراج أسماء سياسيين لم يتم ذكرهم في الوثائق المسربة.

## اوغندا
توفر وثائق موساك فونسيكا رؤية جديدة وتأكيداً لقضية ضريبية سابقة حيث نقلت شركة خارجية تسجيلها لتجنب دفع ضريبة مكاسب رأس المال في أوغندا. تظهر الوثائق أن شركة هيريتيج أويل آند غاز ليميتد كانت على علم مسبق بضريبة مكاسب رأس المال التي تخطط أوغندا لفرضها. وكانت الشركة تعمل آنذاك في أوغندا وتخطط لبيع نصف أصولها هناك. كما نقلت بشكل عاجل  تسجيلها من جزر الباهاما إلى موريشيوس لتجنب الضريبة. لدى موريشيوس اتفاقية ضريبية مزدوجة مع أوغندا، مما يعني أن الشركة ستدفع الضرائب في أحد البلدين فقط، ولكن موريشيوس ليس لديها ضريبة على مكاسب رأس المال، لذلك من خلال الانتقال إلى هناك، خفضت هيريتيج ضريبة مكاسب رأس المال إلى الصفر. تظهر رسائل البريد الإلكتروني بوضوح أن هذا كان سبب التحويل، على الرغم من أن محامي الشركة ينكرون ذلك.
في عام 2010، باعت الشركة حصتها البالغة 50 بالمائة في حقول النفط الأوغندية إلى شركة تالو أوغندا مقابل 1.5 مليار دولار أمريكي. وافقت هيئة الإيرادات الأوغندية غرامة قدرها 404 مليون دولار أمريكي ضريبة مكاسب رأس المال على الصفقة ورفضت الشركة الدفع، ونتج عن ذلك معركة استمرت أربع سنوات في محاكم مختلفة، وطالب المسؤولون الأوغنديون، ومن بينهم الرئيس يوري موسيفيني والمفوض العام لهيئة الإيرادات الأوغندية آنذاك ألين كاجينا، شركة تالو بالدفع، وهددوا بعدم تجديد تراخيص الإستكشاف التي كانت على وشك الإنتهاء، ما لم تخصم الضريبة من مدفوعاتها لشركة هيريتيج وتحولها إلى هيئة الإيرادات الأوغندية. وفي نهاية المطاف، قامت شركة تالو بدفع دفعة أولى وأودعت الباقي في حساب الضمان، في انتظار الحل القانوني لإستئنافها، والذي جاء في عام 2013. كما نجحت شركة تالو في رفع دعوى قضائية ضد شركة HOGL لإسترداد الضرائب التي دفعتها نيابة عنها. إن نسبة الضرائب إلى الناتج المحلي الإجمالي في أوغندا، والتي تقل عن 14%، هي واحدة من أدنى النسب في شرق أفريقيا.

## زيمبابوي
حسب الوثائق المسربة، كان تاجر أسلحة ورجل أعمال في مجال التعدين على صلة وثيقة بالرئيس روبرت موغابي يديران شركات خارجية على الرغم من العقوبات الأمريكية والأوروبية المفروضة عليهما حتى عام 2013، أي بعد أكثر من أربع سنوات من الإعلان عن العقوبات. حسب وثائق بنما، قامت شركة زيمبلاتس هولدينجز، وهي شركة كبيرة لتعدين البلاتين، بتأسيس شركة وهمية لدفع رواتب كبار مديريها. تنفي شركة زيمبلاتس معرفتها بالشركة. كانت الشركة غير معروفة لبنك الاحتياطي الفيدرالي في زيمبابوي، وهو ما قد يشير إلى تحويل الأموال إلى الخارج والتهرب الضريبي إذا كان الأمر كذلك، كما يبدو، حيث كانت الرواتب لمواطني زيمبابوي الذين يؤدون عملاً في زيمبابوي.